# A szökés mellékszereplőinek listája
Ez a szócikk A szökés c. amerikai tévésorozat mellékszereplőit tartalmazza.

## Az első évadban bemutatott szereplők
|  | Alább a cselekmény részletei következnek! |

### Mack Andrews
A Fox River egyik biztonsági őre.

### Hector Ávila
Sucre unokatestvére, aki szemet vetett Sucre barátnőjére, Maricruzra, ezért börtönbe juttatja. Mikor elcsábítja a nőt és menyasszonya lesz, a szökésben lévő Sucre a nyomukra bukkan, és a nővel akar beszélni. Hector erre kihívja a rendőrséget, ezért Sucre megüti és elmenekül.

### Sebastian Balfour
Sebastian Veronica vőlegénye, ám mivel Veronicának sok a munkája, szakítanak. Később az ügynökök nem tudják, hol keressék a bujkálni kényszerült Veronicát, így egy Quinn nevű ügynök megöli Sebastiant a lakásában, majd a férfi nevén beszélgetésbe kezd az interneten Veronicával, így beazonosítja a nő tartózkodási helyét.

### "Avocado" Balz-Johnson
a "kisgyerek" cellatársa. Bellick a Michaelről szóló használhatatlan jelentései miatt zárta vele össze. Szexuális viszonyt szeretett volna vele létesíteni, de az egy borotvapengét belevágott Avocado nemi szervébe, így egyedül maradt. A második évadban Bellicket kapja cellatársául.

### Leticia Barris
Veronica nyomozása közben találkozik a nővel, aki elmond egyet s mást arról a bizonyos CÉG-ről. Mikor erről az ügynökök tudomást szereznek, Paul Kellerman végez a nővel egy erdőben. Testét Daniel Hale ügynök rejti el.

### Becky
Henry Pope igazgató titkárnője a Fox River fegyházban.

### Edna Bellick
Brad Bellick édesanyja. Vele él Brad egy lakásban az első évadban.

### Samantha Brinker
Samantha a CÉG egyik embere, aki ugyanolyan korrupt, mint társai. Egyike volt azoknak az ügynököknek, akik megrendezték Steadman halálát. Miután közli Caroline Reynoldsszal, hogy a CÉG már nem támogatja, Reynolds megöleti az elnököt, ezzel cserben hagyva Samanthát is.

### Philly Falzone
Abruzzi egykori üzlettársa, aki arra utasítja Johnt, hogy szerezze meg Fibonacci tartózkodási helyét Michaeltől, különben ő is börtönbe kerül. Többször megy látogatóba, Gus Fiorellóhoz is. Ő pénzeli kívülről Bellicket, aki ezért odaadja a börtönmunka vezetését Abruzzinak. Michael hamis címet ad neki meg Fibonacciról, így a rendőrök elkapják.

### Otto Fibonacci
Könyvelő, John Abruzzi és Philly Falzone egykori munkatársa, akit a piszkos ügyekbe nem avattak be. Amikor látja, amint két embert megöl Abruzzi, feljelentette őt. Tanúvédelmi program alá helyezték, de tartózkodási helyéről tud Michael Scofield. Falzonéék el akarják tenni láb alól, mert újból tanúskodni fog, így Falzone és társai is rács mögé kerülhetnek.

### Gus Fiorello
Abruzzi cellatársa, egyben szolgája. Mindent megtesz Johnnak, amit az kíván, de csak addig, még Falzone fizet neki. Pénz hiányában Fiorello veszi át John börtönbeli bandájának főnöki posztját. Később, mikor Abruzzi visszaszerzi a vezetőségi jogot, Fiorello egyik szemét (miközben ő alszik) egy törött lámpakörtével kiszúrja.

### Dede Franklin
C-Note kislánya, aki súlyos betegségben szenved, gyógyszere híján komoly gondjai lehetnek.

### Kacee Franklin
C-Note felesége. Ő úgy tudja, férje még mindig a katonaságnál szolgál, így nagy meglepetés éri, mikor szökésben lévő férje beállít hozzá. Miután lányával együtt férje mellé áll, a rendőrség letartóztatja. Később C-Note a kislánya miatt kénytelen feladni magát és vallomást tesz Mahone ügynök ellen, így az egész Franklin családot elengedik.

### Allison Hale
Daniel Hale felesége.

### Daniel Hale
Titkosügynök, Paul Kellerman társa. Kellerman munkáját segíti, majd később találkozik Veronica Donovannal, hogy leleplezze a CÉG-et, erre viszont Kellerman rájön, majd lelövi.

### Seth "Cherry" Hoffner
Cherry egy fiatal srác, akit Zsebes kiszúr magának, így az folyton terrorizálja, molesztálja és bántalmazza. Mikor ez már hosszabb idő óta így megy, Cherry segítséget kér Michaeltől, ám mivel az visszautasítja, a fiú felköti magát.

### Susan Hollander
2 gyermeke van, Zsebes szerelme. Mikor rájön, ki is valójában a férfi, feladja a rendőröknek. Susan később a Fox Riverben leköpi a férfi előtt lévő üveget, mire az azt mondja, meg fogja keresni. A szökés után így is lesz, Zsebes foglyul ejti a nőt és a két gyereket, ám mikor Susan közli vele, már nem szereti, elengedi őket.

### Robert "Bob" Hudson
Hudson a Fox River egyik börtönőre, házasember. Mikor lázadás tör ki, Zsebes elfogja és Michaelék cellájába hurcolja. Akkor fedezik fel, hogy néhányan szökni próbálnak, így Zsebes kijelenti: ő is megy. Ám mivel Hudson is látta a falon lévő lyukat, Zsebes egy késsel leszúrja. Hudson meghal.

### Richard Mills
Az Amerikai Egyesült Államok 45. elnöke, akit Caroline Reynolds alelnök öletett meg.

### Quinn
A CÉG egyik tapasztalt ügynöke. Miután Kellerman és Hale kudarcot vall, őt küldik, hogy ölje meg Veronicát és Nicket. Mikor a nyomukra bukkan, vállon lövi Nicket, ám LJ egy kiszáradt kútba löki. Kellerman és Hale megtalálja a mozgásképtelen Quinnt, ám a korábbi nézeteltérések miatt magára hagyják az ügynököt, aki később ott meg is hal.

### Louis Patterson
Louis a Fox River egyik afroamerikai őre. Szexuális viszonyt folytat az igazgató, Henry Pope titkárnőjével. Többször közel kerül hozzá, hogy véletlenül felfedezze Michael szökési tervét. Miután a rabok megszöknek, Louis és a többi börtönőr a híradókban követik figyelemmel a szökevények utáni hajszát.

### Adrian Rix
Lisa Rix férje, és LJ Burrows mostohaapja. Paul Kellerman és Daniel Hale titkosügynökök lelövik.

### Lisa Rix
Lisa LJ anyja, Lincoln exfelesége. Mikor Kellerman és Hale el akarják rabolni fiát, végeznek Lisával és új férjével. Úgy rendezik el a helyszíni nyomokat, hogy LJ-t vádolják a gyilkosságokkal.

### Nick Savrinn
Jogász, aki felajánlja segítségét Veronica Donovannak a Lincoln vs. CÉG elleni ügyben. Később viszont kiderül, hogy John Abruzzinak dolgozik. De miután elengedi Veronicát, apjával együtt megölik.

### Crab Simmons
Leticia Barris élettársa, ő csalja el Lincolnt ahhoz az emberhez, aki a fegyvert eladja neki, amivel megölheti Terrence Steadmant.

### Sklar
A Fox River fegyház elmegyógyintézetének őre.

### Keith Stolte
A Fox River egyik börtönőre. Gyakran felemlegeti tinédzser fiát, Josht, akivel sok probléma van. Szereti a sportot. Bellick egyik feltétlen bizalmasa. A második évadban egyszer láthatjuk, mikor tájékoztatja a már rab Bellicket, hogy nem tudja biztosítani annak védelmét a többi fogolytól.

### Christopher Trokey
Trokey Zsebes egyik barátja, cellatársa, aki drogozásért ül a Fox Riverben. A börtönlázadásnál láthatjuk többször: segít Zsebesnek és a többi rabnak betörni a börtönblokk ajtaját, később segít Lincolnt leütni (mikor Zsebes elhurcolja Hudsont), majd Zsebes nála rejti el a meggyilkolt Hudson fényképét. Így ő viszi el az őr meggyilkolásával kapcsolatos balhét.

### Trumpets
Trumpets egy feketebőrű rab a Fox Riverben, ahol egy börtönbeli bandát alapított színesbőrűekből. Nézeteltérései vannak Franklinnel, ez többször erőszakoskodásba fajul: először Trumpets bandája veri meg C-Note-ot, később pedig C-Note Trumpetst, miután valami forró anyagot locsolt az arcára. A szökés előtt Trumpets és bandája Franklint keresi, hogy bosszút álljanak, ám ő akkor már a börtön alatti alagútban van.

### Turk
Egy bérgyilkos, akit az alelnök egyik embere Burrows megölésével bízott meg. Rab a Fox Riverben, akit Lincoln Burrows megölésével bíznak meg, de nem sikerül neki.

### Katie Welch
Katie a Fox River orvosi asszisztense, Sara munkatársa. Miután a rabok megszöknek, Pope kényszeríti, vallja be, mi volt Michael és Sara között. Mivel nincs más választása, ezt is teszi. Mikor Sara túladagolás miatt kórházba kerül, meglátogatja, itt látjuk őt utoljára a 2. évadban.

## A második évadban bemutatott szereplők
|  | Alább a cselekmény részletei következnek! |

### Banks
A Fox River rabja, a börtönben levő feketék egyik bandájának a vezére. Mikor Bellick
a Fox Riverbe kerül, társaival megfenyegeti a volt parancsnokot: vagy a szolgája lesz,
vagy tönkreteszik. Amikor Bellick a szolgájának áll, Banks egyre megalázóbb feladatokra kényszeríti, ám Bellicknek elege lesz, és leüti a vezért. Ezután Banks bandája elkapja Bradet, és félholtra verik.

### Debra Jean Belle
Debra egy egyetemista diáklány, aki elfuvarozza David Apolskist Utahba. A két fiatal később egymásba szeret, így mikor Debra rájön, hogy szerelme a nyolc szökevény egyike, meglepő módon nem adja fel a rendőröknek, hanem neki adja az autóját. Később David - mikor már a Szövetségi Nyomozóiroda fogságában van, azokat félrevezetve - elmegy a lányhoz elbúcsúzni.

### Bruce Bennett
Sara apjának, Frank Tancredinek egyik régi barátja és segítője. Ő segít Sarának, miután meg akarják ölni a lányt a CÉG emberei.
A negyedik évadban szintén segít Sarának, amikor megszökik a CÉG fogságából. Miután Wyatt, a CÉG bérgyilkosa kivallatja Sara hollétéről és megtudja az igazat, megöli a férfit.

### Blondie ügynök
A CÉG egyik embere, ő öli meg Veronica Donovant, majd végezni próbál Sara Tancredivel is. Mikor elintézi, hogy Cameron Mahone-t elüssék egy autóval, Alexander Mahone megöli.

### Chaco
Egy panamai fiatal srác, aki testvérével együtt segít Michaelnek megszerezni a hajót, amin el akar menekülni Lincolnnal és Sarával.

### Petey Cordero
Sucre unokatestvére és barátja, az ő motorját viszi el Sucre, amikor Maricruz nyomába ered.

### Coyote
Mexikói bűnöző, akinek megállapodása volt Michaellel, hogy biztosítja a repülőgépet Mexikóba, nitroglicerinért cserébe.

### Theresa Delgado
Maricruz Delgado testvére.

### Denise
Egy postai dolgozó, tőle tudja meg Zsebes, hogy Susan Hollanderék hova költöztek. Később Zsebes megöli a nőt.

### Cooper Green
Aldo Burrows barátja, tőle kértek segítséget a testvérek, hogy megzsarolják az elnökasszonyt.

### Marty Gregg
Sara Tancredi védője volt a tárgyalásán.

### Ives
FBI-ügynök, Alexander Mahone társa a Fox Riveri Nyolcas ügyében. Később már nem találkozunk vele, nem tudni mi lesz vele.

### Kristine Kellerman
Paul Kellerman testvére. Ő beszéli le Pault az öngyilkosságról.

### Felicia Lang
Az FBI egyik afroamerikai ügynöke. Részt vesz a Fox Riveri Nyolcas után folyó nyomozásban.

### Cameron Mahone
Alexander Mahone és Pamela Mahone fia. Wyatt öli meg, az anyja szeme láttára.

### Pamela Mahone
Alexander Mahone exfelesége, akit Mahone időnként felhív. Mikor végre egyenesbe jönne az élete és Alex elmenne értük, hogy újra együtt lehessenek, a CÉG bérgyilkosa megöli a fiát, őt pedig elrabolja a negyedik évad premier epizódjában.

### Sasha Murray
Charles 'Haywire' Patoshik az ő apját veri agyon, miután megtudja, hogy veri a lányát.

### Ann Owens
Jeanette Owens lánya, rendőr.

### Jeanette Owens
Abban a házban lakik lányával, ahol Charles Westmoreland elásott 5 milliója hever, a dupla K ranchen.

### Ed Pavelka
A Fox River új igazgatója.

### Jane Phillips
Lincoln apjának, Aldónak baráti köréhez tartozik. A CÉG egyik beépült embere megöli két társát és Lincolnra is rátámad. Később ő veszi gondjaiba LJ-t, amíg Lincék kiszöknek az országból.

### Kathryn Slattery
Rendőrnő, ő tartóztatja le Bellicket Roy Geary meggyilkolásának vádjával.

### Richard Sullins
Az FBI belső ügyosztályának vezetője. Ő beszéli rá Franklint, hogy tanúskodjon Mahone ellen, majd pedig segíteni próbál Mahone-nak, mikor az a Sonába kerül.

### Trey
C-Note unokaöccse, aki segített neki, hogy újra együtt lehessen a családjával.

### Wheeler
Az FBI egyik ügynöke, Mahone társa, a szökött rabok után nyomoz.

## A harmadik évadban bemutatott szereplők
|  | Alább a cselekmény részletei következnek! |

### Augusto
Lechero unokatestvére, a börtönön kívülről segíti őt. Több dolgot is csempésztet be Sucréval a Sonába, amit Lecherónak és Sammynek küld. Egy alkalommal a csomagban egy pisztolyt küld Sammynek, hogy vegye át Lecherótól a börtön vezetését.

### Cheo
Lechero egyik embere, akit később Lechero árulónak hisz, így megöli.

### Cristobal
A nyolcadik epizódban csatlakozik Lechero embereihez Sammy jóvoltából, akinek később segít is átvenni a hatalmat a Sonában. Lechero öli meg.

### Cyrus
Szintén Lechero egyik embere, akit Sammy hív a csapatba. Őt is Lechero lövi le.

### Escamilla parancsnok
A Sona őreinek parancsnoka. Őt váltja Zavala tábornok a Sonában.

### Mary Francis
Lechero örömlánya, akit Augusto pénzel. Később Zsebes szimpatizánsa lesz.

### Alfonso Gallego
Luis McGrady apja. A rabok szökése után segít nekik elmenekülni az őrök elől.

### Luis "McGrady" Gallego
Egy 17 éves srác a Sonában. Michael barátja lett és sok mindenben segített neki a börtönben. Mikor rájön, hogy Michaelék szökni akarnak, megkéri, hogy ő is jöhessen. Michael eleinte nem akarja de végül Luis is velük szökik.

### Hurtado százados
A Sona egyik őrtornyában őr. Őt altatják el Michaelék az első szökési kísérletnél.

### Mestas tábornok
Zavala halála után ő lesz a Sona új tábornoka.

### Nieves
Lechero egyik embere, Zsebes öli meg, hogy feljebb kerüljön a ranglétrán. Halálát drog-túladagolásnak színleli.

### Octavio
Cristobal egyik embere, akit szintén Sammy hív Lechero csapatába. Bellick öli meg, miután verekedésbe hívja.

### Osberto
Fegyvercsempész, aki Lincolnnak ad el egy bombát.

### Papo
Lechero egyik embere, akit Escamilla parancsnok megvádol egy szökési kísérlettel és lelövi.

### Elliot Pike
A CÉG egyik ügynöke, aki Gretchennek segédkezik. Lincoln Burrows öli meg.

### Pistachio
A Sona transzszexuális borbélya, hozzá jár Lechero is rendszeresen borotválkozni.

### Rafael
A Sona egyik őre, akinek nagy része van Sucre lebuktatásában.

### Sammy
Lechero jobbkeze, akinek nagy szerepe van a Sonában. Nagyon kötözködő. Ő vette el Bellick pénzét és ruháit, mikor az a Sonába ment. Sammy később Lechero helyére tör, de Michael halálos csapdát állít neki.

### Sapo
Rab a Sonában, akit szintén semmibe sem néznek, mint Bellicket az elején. Bellick barátja lesz, de mivel szökni próbál, az őrök lelövik.

### Andrew Tyge
A Sona egyik rabja, aki miután megérkezik felismeri Whistlert. Hogy ne okozzon komolyabb problémát, Mahone megöli.

### Wyat
Rab a Sonában, a második epizódban, miután fogyóban a víz, lázadást szít Lechero ellen. Miután Michael megoldja a vízproblémát, Lechero belefojtja egy vödör vízbe.

### Zavala tábornok
Panamai tábornok, aki a helikopterekkel való szöktetési kísérlet után kivallatja Michaelt és Whistlert. Miután elfogja és megkínozza Gretchent, követeli, hogy az vigye el LJ-hez. Ám mikor odaérnek, a nő átveri és lelövi Zavalát.

## A negyedik évadban bemutatott szereplők

### David Baker
Építészmérnök, a Scylla tervezője, aki egykoron a CÉG-nek dolgozott.

### Naveen Banerjee
Neki akarta eladni a Scyllán lévő technológiát Christina. Bele is egyezett, hogy a konferencián bemutatja, ám váratlanul a konferencia kezdetén az évad tizenkilencedik részében egy mesterlövész lelövi.

### Andrew Blauner
A Gate cég egyik munkatársa, aki szintén csak a hírneve alapján ismeri Pfeiffert. Nem hisz Zsebesnek, vizsgálódni kezd utána. Mikor rájön, hogy az egész csak csalás, ami a papírjaiban áll, hívja a rendőröket, de addigra Zsebes elmenekül. Később Gretchen elrabolja és megfojtja a férfit.

### Conrad Dallow szenátor
Herb Stanton és Don Self felettese is. A szenátor is benne van a Scylla akcióban. Az évad tizenharmadik részében segíteni próbál a testvéreknek Self árulása után.

### Downey
Christina egyik embere, aki mindenben segíti Michael és Lincoln anyját. A sorozat fináléjában egy bombarobbanás következtében veszti életét.

### Nathaneal Edison
A negyedik kártyahordozó, aki a 'Szikrakölyök' nevű lóra fogadott egy lóversenyen.

### Feng Huan
Egy kínai üzletember, akinek Gretchen és Zsebes akarta eladni a Scyllát. Túszul ejti Selfet a társával együtt, ám a két ügynök ki tud szabadulni és megölik Fenget és az embereit.

### Wade Irwing
Tuxhorn személyi sofőre.

### Jason Lief
Szintén egyike a kártyahordozóknak. Eladta a kártyáját Whistlernek, ám ezután Whistler megöli a férfit.

### Rita Morgan
Gretchen Morgan húga, ő neveli a kislányát is, Emilyt, aki Krantz tábornoktól van. A kislány úgy tudja, hogy Rita az édesanyja, Gretchen pedig csak a nénikéje.

### Griffin Oren
A harmadik kártyahordozó, a Pénzügyi Hivatal feje Los Angelesben. Az évad tizenhetedik részében megpróbálja megölni Krantz tábornokot, de nem sikerül neki, ezért Christina megöleti.

### Jasper Potts
A CÉG egykori alkalmazottja. Don Self kéri meg, hogy szerezzen információkat a CÉG ellen, ennek következtében Wyatt megöli.

### Ralph
Krantz tábornok egyik embere, aki az évad második felében tűnik fel. Ő fogja el Zsebest bibliaárusnak álcázva magát. Később a Tábornoknak segít elfogni Michaelt és Lincolnt, ám a sorozat fináléjában C-note és Sucre lelövik.

### Sancho
Sanchót a sivatagban hagyták magára Zsebessel. Miután megpróbálta megölni Zsebest, ő öli meg Sanchót, és megeszi, hogy ne haljon éhen.

### Vincent Sandinsky
Professzor, aki egy konferencián tartott volna előadást, Christinával dolgozott együtt. Az évad tizenkilencedik részében, miután a Tábornoknak elmondott mindent, amit tudott, Zsebes agyonlövi.

### Christina Rose Scofield
Lincoln és Michael anyja. Kiderül, hogy még mindig életben van, és hogy ő a Scylla vevője és új tulajdonosa.

### Howard Scuderi
Az ötödik kártyaőr. Las Vegasba kell utazni a csapat egyik részének a kártya tartalmának megszerzése érdekében. Scuderi a vietnámi háborúban szolgált, ahol impotens lett. Az évad tizenharmadik részében Krantz tábornok agyonlövi, miután vitába keveredik vele a CÉG jövőjéről.

### Herb Stanton
Don Self felettese a nemzetbiztonságnál. Ő az, aki leállíttatja a Scylla akciót. Az évad tizenharmadik részében megölik, mielőtt le tudná lőni Michaelt.

### Erol Tabak
Lisa Tabak férje, a török nagykövet az amerikai török nagykövetségen.

### Lisa Tabak
A második kártyahordozó, egy rendezvényen szerzik meg az ő kártyájának tartalmát Michaelék. Az évad tizenkettedik, Selfless epizódjában kiderül, hogy Lisa Jonathan Krantz tábornok lánya.

### Miriam Hultz ügynök (Trishanne)
A Gate irodájának recepciósnője. Később kiderül, hogy Self ügynök társa, aki szintén a CÉG megbuktatását szeretné. Miután Michaelék megszerzik a Scyllát és átadják Selfnek, a férfi hasba lövi a társát, mert ő akarja eladni a Scyllát.

### Stuart Tuxhorn
Az első kártyahordozó, az ő házából szerzik meg Michaelék az első kártya tartalmát. Az évad tizennyolcadik epizódjában Krantz tábornok behívatja és követeli tőle, hogy kinél van a Scylla. A férfi azonban nem tudja, így a Tábornok üldözési mániájának esik áldozatul.

### Vikan
A Scylla eladásához ő volt kapcsolatban a vevővel. Self ügynök agyonlövi, mikor elárulja, hogy a vevő már úton van a Scylláért.

### Don Wheatley ügynök
FBI-ügynök, aki a sorozat lezáró filmjében, A szabadság árában akarja megakadályozni Michael szöktetési tervét, hogy kijuttassa Sarát a börtönből. Az elején Mahone segítsége által sikerül megtudnia Michael tervét, később viszont mégsem tudja elkapni őket.

### Gregory White
Adminisztrátor a Gate cégnél. Mint a kollégái, ő is csak a hírneve alapján ismeri Cole Pfeiffert. Nem kérdez semmit, amikor Zsebes megjelenik Pfeifferként, és kiadja neki az irodáját. White nyaralásra megy, miután Zsebes megérkezik a Gate-hez, ám nem sokkal Andrew Blauner eltűnése után visszatér. Mikor Gretchen és Zsebes Michaeléket várják a Scyllával, White megismerkedik a nővel és észreveszi a fegyvereket. Mielőtt még értesíteni tudná a rendőrséget, Gretchen túszul ejti a többi munkatársával együtt. Amikor megjelenik Trishanne, hogy segítsen nekik, White-nak elege van és az ajtó felé kezd rohanni, ám Gretchen agyonlövi.